# 御史
御史是中國歷史的一種官名，原為史官、與負責文書的官職，後其職責改以監察為主，其首領曰「御史大夫」、「御史中丞」。後代的刺史（刺御史）、巡按（巡按御史）等都來自御史。御史之職能類似於現代中華民國监察院及中华人民共和国國家監察委員會。其主要任務為防範官員侵害人民權益、或者是成為貪贓枉法的貪官污吏，並確保政府施政清明廉潔。

## 沿革
先秦时期，天子、诸侯、大夫、邑宰皆置，是负责记录的史官、书記、秘书官。
君主置御史，见司馬遷《史记·滑稽列传》：“执法在傍，御史在后。”大夫置御史，见《史记·孟尝君列传》：“孟尝君侍客坐语，而屏风后常有侍史，主记君所与客语，问亲戚居处”。邑宰置御史，见《战国策·韩策三》：“安邑之御史死章”。
自秦朝开始，御史专门为监察性质的官职，一直延续到清朝。《汉书·百官公卿表》：“监御史，秦官，掌监郡，汉省。”汉朝御史统归御史台领导，按职掌分为侍御史和治书侍御史。
三国时，曹魏于殿中省置殿中侍御史，掌记录朝廷事务，纠弹百官朝仪。
西晋御史名目很多，开后代专设职务御史的先河，有督运御史、符节御史、检校御史等。
隋唐改检校御史为监察御史，与殿中、治书两侍御史并立。
明清两朝设监察御史一百一十人，隶属都察院，分派各道巡视政务。都察院派遣监察御史出巡地方时，明称巡按，清称巡按御史。明清两朝有巡城御史、巡漕御史、巡农御史、巡关御史、巡茶御史、巡盐御史、巡江御史、巡田御史、巡仓御史等监察御史，该官职品等为正七品，位次于都御史、副都御史和佥都御史。
1931年，國民政府設立監察院，大致取代封建朝代都察院的功能。

## 功能
始因於古代時常為集權制度。如知縣集全县眾多職權於一身。故而須有監督之員吏，以正視聽。
不少學者如錢穆、孫中山認為御史制度是中國古代運作良好的監察機關，但近代學人何炳棣卻認為，御史的功能無疑是被誇大了，御史制度大部份的只是淪落成文人官員之間彼此攻訐的工具。《三垣笔记》卷中说：“杨给谏枝起与吴铨曹昌时，儿女戚也。昌时纳仁和令吴培昌多金，以雁行呼，谋引至黄门。而枝起怒其贿不及己，遂唆宁侍御承勋纠之，即枝起所草疏也。昌时闻而大恨。知陈中书龙正与枝起交故，亦百计相倾，以闱事牵致龙正坐谪。时枝起与廖给谏国遴、曹侍御溶等，皆以考选一事干周辅延儒不遂，怒欲反戈延儒，事寻泄。此孙侍御凤毛纠疏所自来也。闻泄国遴等谋于延儒者，乃马给谏嘉植；而泄枝起言于昌时者，乃侍御殿臣。一时贪横变诈气习，殊可想见。”
李鸿章曾对孙纲叹曰：“言官制度，最足坏事，故前明之亡，即亡于言官。此辈皆少年新进，毫不更事，亦不考究事实得失、国家利害，但随便寻个题目，信口开河，畅发一篇议论，藉此以出露头角，而国家大事，已为之阻挠不少。”
然而吕思勉却认为：“行政官宜用资格较深的人，监察官宜用资格较浅的人。因为行政有时候要有相当的手腕，而且也要有相当技术，这是要有经验然后才能够有的，所以要用资格深的人。至于监察官，则重在破除情面。要锋锐，不要稳重。要有些初出茅庐的呆气，不要阅历深而世故熟。要他抱有高远的理想，看得世事不入眼，不要他看惯了以为无足为怪。要他到处没有认得的人，可以一意孤行，不要交际多了，处处觉得为难。”
明代第一清官海瑞就常被御史彈劾，嘉靖四十年（1561年）巡鹽御史袁淳彈劾海瑞“倨傲弗恭，不安分守”，海瑞升任浙江省嘉興府通判，反而平調江西省興國縣當知縣；隆慶四年（1570年）吏科給事中戴鳳翔彈劾海瑞“庇護刁民，魚肉鄉紳，沽名亂政”，並罷其官，閑居家鄉十餘年；萬曆十四年（1586年）四月，御史房寰彈劾海瑞：“謂其蒞官無一善狀，唯務詐誕以誇人，一言一動無不為士論所嗤笑。妄引剝皮實草之刑，啟皇上好殺之心。”因其海瑞不喜於巴結奉承。

## 外部連結
- 胡宝华：〈唐代御史地位演变考 （页面存档备份，存于）〉。
- 胡宝华：〈唐代“进状”、“关白”考 （页面存档备份，存于）〉。